# Ángel Cabrera (piłkarz)
Ángel Rubén Cabrera (ur. 9 października 1939, zm. 15 listopada 2010) – urugwajski piłkarz, prawy napastnik.

## Kariera
Będąc piłkarzem klubu CA Peñarol był w kadrze reprezentacji Urugwaju w finałach mistrzostw świata w 1962 roku. Urugwaj odpadł w fazie grupowej, a Cabrera zagrał w dwóch meczach – z Jugosławią i ZSRR. W meczu z Jugosławią zdobył bramkę oraz został usunięty przez sędziego z boiska.
Nigdy nie zagrał w turnieju Copa América.
Wraz z Peñarolem zwyciężył w Copa Libertadores 1961 oraz dotarł do finału Copa Libertadores 1962.